# Yunnanilus bajiangensis
Yunnanilus bajiangensis är en fiskart som beskrevs av Li 2004. Yunnanilus bajiangensis ingår i släktet Yunnanilus och familjen grönlingsfiskar. Inga underarter finns listade i Catalogue of Life.